# Valmozzola
Valmozzola (IPA: //val'motʦola//, Valmùsla en dialecto parmigiano) es una municipio disperso italiano de 514 habitantes en la provincia de Parma. La sede comunal se encuentra en la localidad Mormorola.
Según los datos ISTAT de noviembre de 2018 resulta ser la comuna menos poblada de la provincia.

## Historia
La historia antigua del Valle Mozzola está ligada a los acontecimientos ocurridos en la rocca de Gusaliggio,  que en una época fue feudo de los Obertenga, una de las principales dinastías del Medioevo, de la cual derivaron las familias Estense, Malaspina y Pallavicino.
Sin embargo, los monjes de la Abadía de San Colombano se situaron en la zona durante la época longobarda  y medieval, específicamente en la fracción de Mariano. Se encontraban cercanos a los caminos que derivan a la denominada  Vía de los Abades (Vía Francígena) recorrida por los abades de Bobbio para así alcanzar la vía marítima y Roma. El culto hacia el  santo Colombano surgió y floreció con la capilla del castillo de Gusaliggio dedicada al santo irlandés. No lejos de la fortaleza de Gusaliggio, durante los siglos IX y X surge la iglesia plebana.
Según un  manuscrito de la Historia Pallavicina,  en un acto fechado el año 981,  el emperador Ottone II concedió a Adalberto I Pallavicino Gusaliggio y el Valle de Mozzola. La rocca de Gusaliggio se convirtió en  el escenario y prólogo del triste epílogo de las aventuras del feroz condottiero Oberto II Pallavicino. hijo del Marqués Guglielmo Pallavicino con la Condesa de Bardi Solestella Platoni.

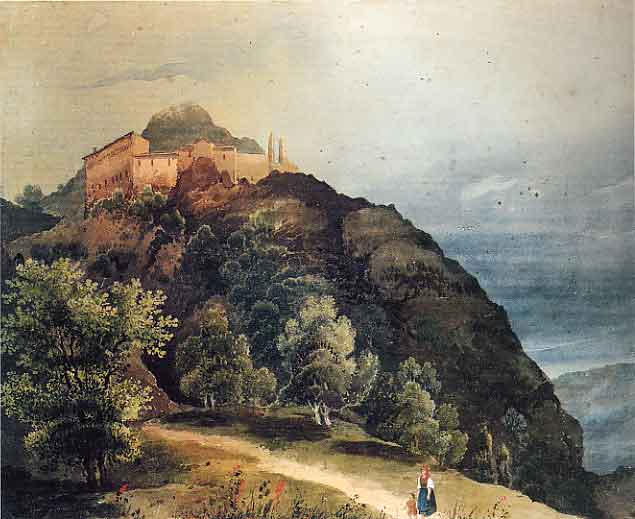
1848-49.-Castillo de Gusaliggio del pintor Alberto Pasini.

Para el año 1398 Guido Platoni era el Podestà de Gusaliggio y de todo Valmozzola, elegido para su alta moral, residía en la propia Fortaleza de Gusaliggio de Valmozzola. Era el comandante del ejército y tenía una vasta experiencia y maestría en el uso de las armas y asuntos de la guerra, cualidades reconocidas de su familia, que tenía también títulos como Marqueses y Condes, provenientes de una milenaria  dinastía de lombardos de la Casa de Platoni. Este conocimiento militar era un requisito para ejercer la posición de Podestà.
Su función  consistía en regular  el poder legislativo y mantener el control social, poseía una gran representación que le permitía de gobernar. Su control del ejército fue convincente y dio tranquilidad a Valmozzola,  aunque el caballero Platoni era un gran diplomático, y alentó la cultura junto con la diplomacia por sobre la guerra.
Guido Platoni, además de comandante del ejército y  podestà de Gusaliggio y del Valle Mozzola, era notario y  dio la orden al notario Guglielmo Ferrario de Bardi, de  realizar una  copia abreviada  de un  documento datado 26 de julio de 1298. Se trataba del borrador de las negociaciones legales de las partes, llevadas por el notario Gandolfo Ferrari, sobre la cesión en feudo de algunos terrenos situados a Tusca (Tosca) hecha por Ubertino Landi a los hermanos Antonio y Oberto de Tusca.
Posteriormente el feudo pasó a los marqueses Pallavicino de Peregrino. En el  año 1428 el capitán de ventura Niccolò Piccinino, en nombre del  duque de Milán Filippo Maria Visconti, conquistó el castillo de Peregrino y arrestó al marqués Manfredo Pallavicino, quien bajo tortura, confesó haber conspirado contra el duque; este último lo condenó a muerte, y confiscó todos sus bienes y en el  año 1438  se inviste al Piccinino. En el año 1450 la rocca de Gusaliggio fue regresada a los Pallavicino.
En el 1472 el duque de Milán Galeazzo María Sforza concedió el feudo del Valle de Mozzola a su primo Lodovico Fogliani, al cuál le permitió la facultad de agregar el apellido Sforza al suyo; el marqués, hijo de Corrado Fogliani de Aragón y de Gabriella Gonzaga, era de hecho marido de Margarita Pallavicino, última descendiente de la Casa de los Pallavicino de Valle de Mozzola.
El último marqués Giovanni Fogliani Sforza de Aragón, embajador y jefe del gobierno en el Reino de Nápoles y virrey de Sicilia, no teniendo descendientes directos, adoptó y nombró heredero a su nieto Federico Meli Lupi de Soragna, hijo de su hermana Lucrezia. Federico asumió por lo tanto la casa de los Fogliani Sforza de Aragón y las dignidades del linaje  del tío materno. En el 1805 el hijo Carlos estuvo obligado a ceder sus bienes a causa de los decretos napoleónicos relativos a la abolición de las legislaciones feudales.
La rocca de Gusaliggio fue comprada por la familia Conti, que la desmanteló después de unos años, para construir el palacio familiar cercano a la Pieve di Gusaliggio; este último fue utilizado más tarde como sede del ayuntamiento de Valmozzola, antes de ser transferido a Mormorola a principios del siglo XX  Actualmente año (2020) sus dueños son la familia Sozzi.

## Monumentos y lugares de interés

### Pieve de Gusaliggio

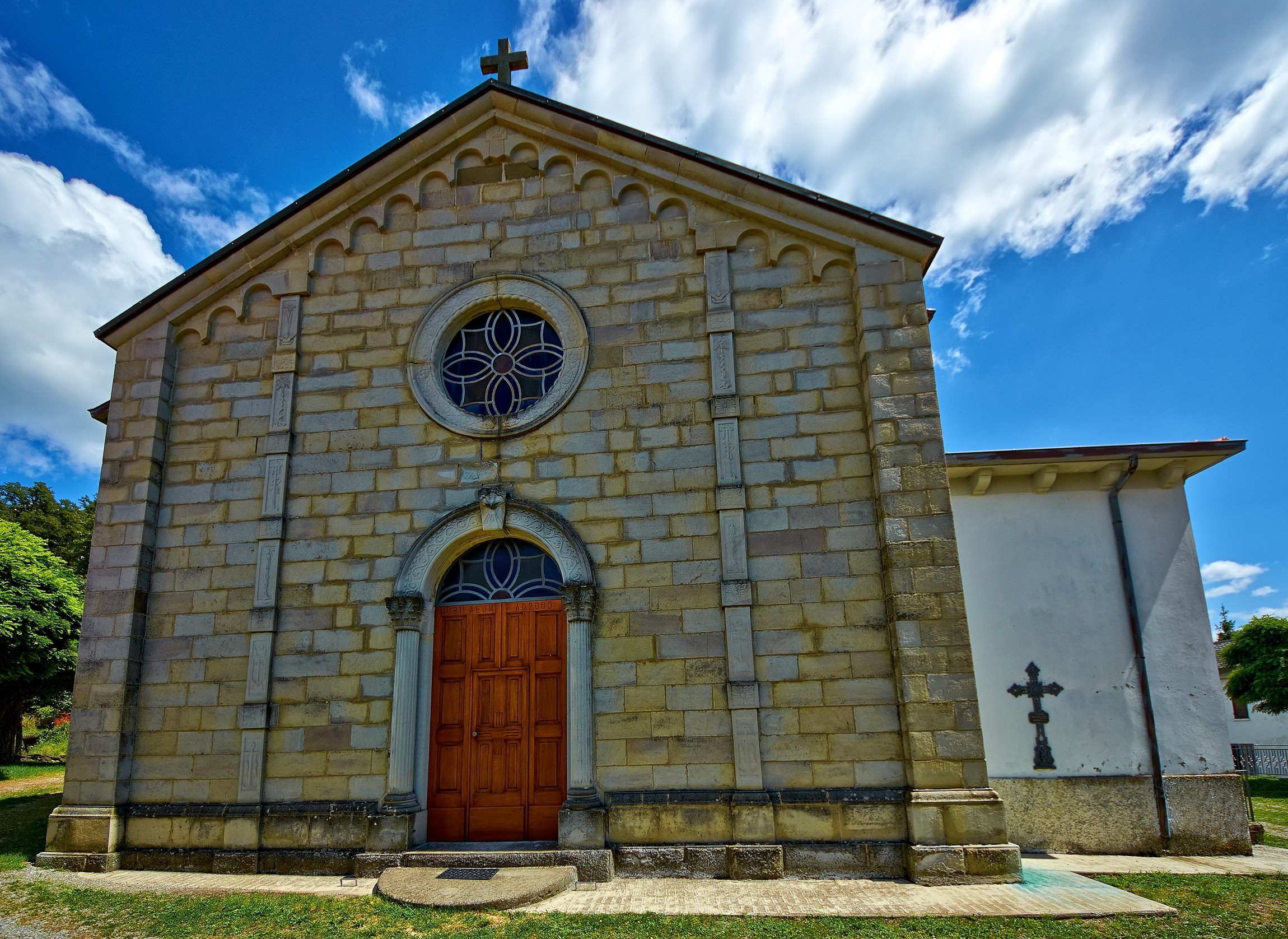
Iglesia parroquial de Santa Maria Assunta

La  iglesia parroquial  de Santa Maria Assunta fue construida en formas románicas durante el siglo XI y reconstruida  en formas barrocas en el  año 1704; para luego ser reestructurada internamente en estilo neogótico durante 1912. En el año 1965 fue dotada con una fachada neorománica; la iglesia, internamente  fue decorada con frescos, conserva  el  retablo de la Asunción pintada por Salvador Pozo, y algunas estatuas del siglo VII. Junto al lugar de culto se encuentra el Palacio Conti, edificado en el año 1851 y utilizado  hasta principios del siglo XX como sede del municipio de Valmozzola.
Aproximadamente  a 1 km de la pieve son visibles las ruinas medievales de la  rocca de Gusaliggio, se encuentra sobre la cima de un precipitado acantilados sobre el arroyo Mozzola.
En el pueblo Sozzi de Gusaliggio se encuentra el oratorio de San Antonio, construido en el siglo XVI en estilo renacentista, propiciado por el noble De Mutio.

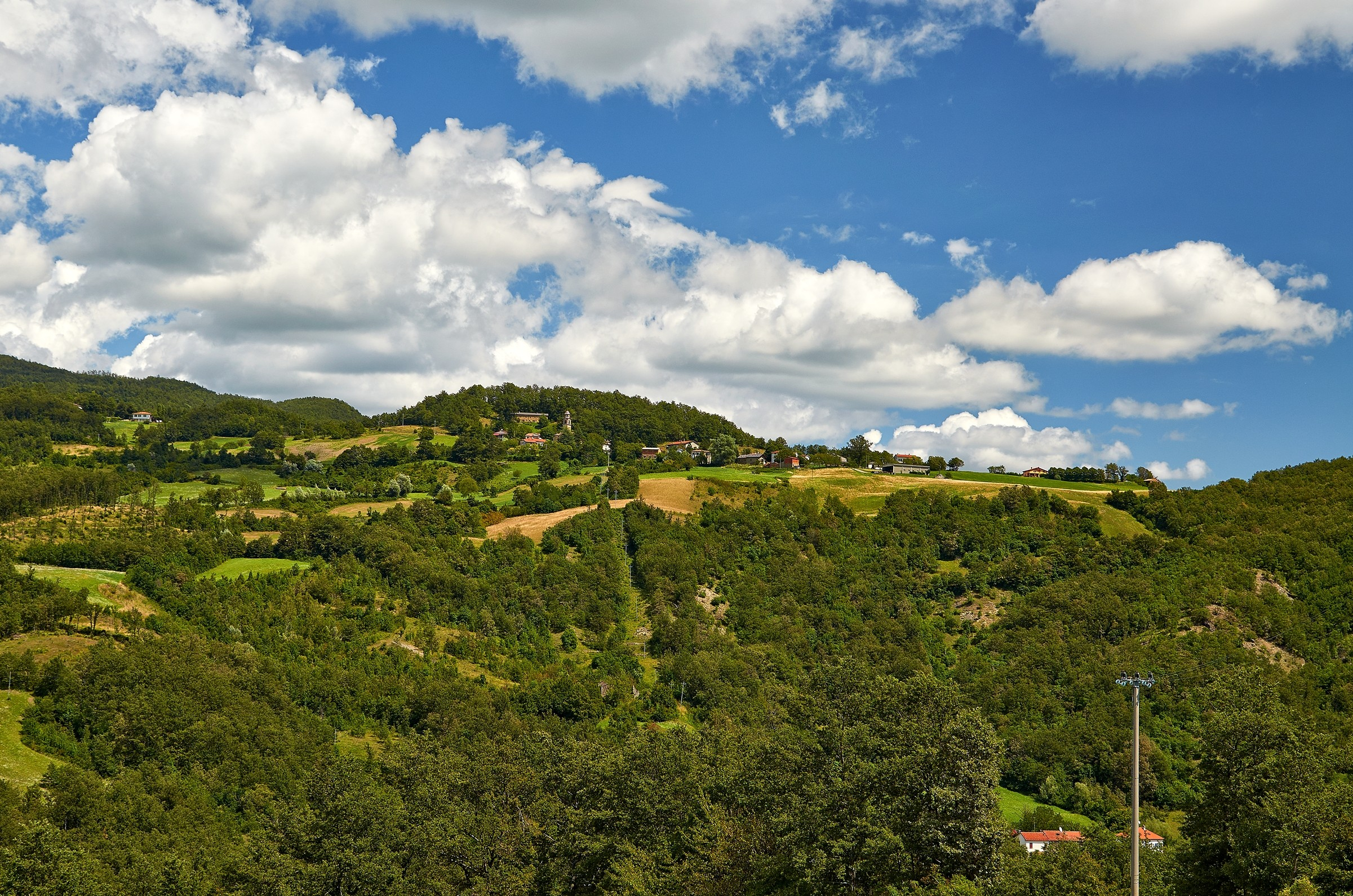
Pieve de Gusaliggio

### Mariano
La iglesia de los Santos Gervasio y Protasio, fue edificada originariamente en forma románica durante una época medieval, posteriormente en el siglo XVIII fue reconstruida completamente en estilo neóclasico, pero de inmediato mostró problemas estructurales, que continuaron hasta las primeras décadas del siglo XX cuando fue sometida a una serie de extensiones.
En el año 1900 se alargó, mientras que en el año 1927, fue agrandada y el ábside equipado. Las áreas internas fueron decorados con frescos realizados por el pintor de Parma Umberto Concerti.

### Branzone
De interés es la iglesia parroquial de San Giacomo Apóstol (Santiago Apóstol), cercano a edificios renacentistas; en San Siro di Branzone también está el oratorio de la Gracia.

### San Martino
La iglesia de San Martino obispo, fue edificada originariamente con formas  románicas  durante la época medieval, fue en parte modificada durante los siglos  XVII y  XVII y en el 1852 reestructurada en su fachada neoclásica; su interior se encuentra decorado con frescos.
En la  Estación de Valmozzola se encuentra la oratorio de la Beata Virgen Auxiliadora de la Estación, que fue edificado entre el 1950 y el 1954.

## Geografía humana

### Fracciones
Arsina, Branzone, Bondi, Carzia, Cascina, Casa Matta, Case Gatto, Case Lamini, Casella, Castellaro, Castoglio, Corrieri, Costa, Costadasino, Dongola, Galella, Granara, Groppo San Siro, La Valle, Lennova, Maestri, Mariano, Mercati, Mormorola (sede comunale), Pieve di Gusaliggio, Roncotasco, Rovere, Rovina, San Martino, San Siro, Sorbetta, Sozzi, Stazione Valmozzola, Tessi, Vettola, Case Croci, Oppiedolo, Padella, Casale, Vei Sotto, Vei Sopra.